# Rand Grand Prix
Der Rand Grand Prix war ein Automobilrennen, das auf unterschiedlichen Rennstrecken in Südafrika ausgetragen wurde. Das erste Rennen fand 1937 statt, das letzte 1965. Ab den 1960er-Jahren wurde die Veranstaltung nach dem jeweiligen Reglement der Formel 1 ausgetragen und galt als Probelauf für den Großen Preis von Südafrika.

## Ergebnisse
| Datum             | Rennstrecke                | Fahrer           | Wagen          |
| ----------------- | -------------------------- | ---------------- | -------------- |
| 30. Januar 1937   | Lord Howe Circuit          | Pat Fairfield    | ERA            |
| 16. Dezember 1937 | Lord Howe Circuit          | Douglas van Riet | Austin         |
| 24. März 1956     | Palmietfontein Circuit     | Peter Whitehead  | Ferrari        |
| 9. Dezember 1961  | Kyalami Grand Prix Circuit | Jim Clark        | Lotus-Climax   |
| 15. Dezember 1962 | Kyalami Grand Prix Circuit | Jim Clark        | Lotus-Climax   |
| 14. Dezember 1963 | Kyalami Grand Prix Circuit | John Surtees     | Ferrari        |
| 12. Dezember 1964 | Kyalami Grand Prix Circuit | Graham Hill      | Brabham-BRM    |
| 4. Dezember 1965  | Kyalami Grand Prix Circuit | Jack Brabham     | Brabham-Climax |